# Regiosseletividade
Em química, a regiosseletividade é a preferência que tem uma reação para romper ou criar um ligação em uma direção em particular em preferencialmente a todas as demais possíveis.
Uma reação que pode permitir diversos produtos que são isômeros estruturais (ou regioisômeros) será regiosseletiva se permite quase exclusivamente a um único produto.

## Exemplos

regioisômeros dos compostos aromáticos

Uma reação química clássica que permite a  produção de distintos regioisômeros é a substituição eletrofílica aromática, na qual em função dos substituintes que tenha o anel de benzeno, pode-se ter isômeros orto, meta ou para.
Outra reação que tem uma regiosseletividade muito estudada é a reação de adição, a qual segue a regra de Markovnikov:
As reações de ciclização também são outras reações bastante estudadas ao longo dos anos, e também tem regras de regiosseletividade que geralmente cumprem as regras de Baldwin.